# Thalictrum hernandezii
Thalictrum hernandezii är en ranunkelväxtart som beskrevs av Ignaz Friedrich Tausch. Thalictrum hernandezii ingår i släktet rutor, och familjen ranunkelväxter. Inga underarter finns listade i Catalogue of Life.